# Du Tiên
Du Tiên (giản thể: 游仙区; phồn thể: 遊仙區; Hán Việt: Du Tiên khu) là một quận thuộc địa cấp thị Miên Dương, tỉnh Tứ Xuyên, Cộng hòa Nhân dân Trung Hoa. Quận này có diện tích 973 km2, dân số năm 2002 là 490.000 người.
Phù Thành được chia thành 6 nhai đạo, 13 trấn và 11 hương.
- Nhai đạo: Phù Giang, Phú Lạc, Khoa Học Thành Xuân Lôi, Khoa Học Thành Tùng Lâm, Khoa Học Thành Hoa Phong, Tam Giang Bồi.
- Trấn: Du Tiên, Thạch Mã, Trung Hưng, Tân Kiều, Bách Lâm, Tùng 垭, Lưu Gia, Ngọc Hà, Trầm Kháng, Thạch Bản, Nguỵ Thành, Từ Gia, Tiểu 枧 Cấu.
- Hương: Thái Bình, Vân Phượng, Quan Thái, Bạch Thiền, Kiến Hoa, Đông Lâm, Phượng Hoàng, Triều Chân, Nhai Tử, Đông Tuyên, Tử Miên.